# Kota Aoki
Kota Aoki (青木 孝太, Aoki Kota) est un footballeur japonais né le 27 avril 1987 à Ōmihachiman au Japon. Il est attaquant.

## Biographie
Kota Aoki participe à la Coupe du monde des moins de 20 ans 2007 qui se déroule au Canada. Il dispute 4 matchs dans cette compétition.

## Palmarès
- Finaliste de la Coupe d'Asie des nations des moins de 19 ans avec le Japon